# Eben Moglen
Eben Moglen (ur. 13 lipca 1959 w New Haven) – profesor nauk prawnych na uniwersytecie Kolumbii, doradca prawny Free Software Foundation. Wspólnie z Richardem Stallmanem główny twórca licencji GNU. Najbardziej znaną z nich jest GNU GPL. Jest również dyrektorem Public Patent Foundation.
W jego opinii wolne oprogramowanie ma podstawowe znaczenie w wolnym i demokratycznym społeczeństwie, w którym występuje szerokie użycie i uzależnienie od urządzeń technicznych. Tylko jeśli kontrola nad tymi urządzeniami będzie dostępna dla wszystkich poprzez wolne oprogramowanie, władza może być dobrze zrównoważona.
Od 2010 roku Eben Moglen pracuje nad pakietem oprogramowania (systemem operacyjnym) FreedomBox (Pudełko Wolności). Ma on pozwolić na uruchomienie niewielkim kosztem domowego serwera usług internetowych (poczta, hosting, wymiana plików itd.), który dzięki nieprzełamywalnemu szyfrowaniu działałby poza kontrolą rządów i służb specjalnych. Gdyby FreedomBox zaczął działać pod każdą strzechą, łączylibyśmy się już nie przez Google'a, Facebooka czy Twittera, tylko przez prawdziwie oddolną sieć, której nikt nie kontroluje, nie cenzuruje i nie podsłuchuje.
W 2013 roku ukazał się polski przekład jego esejów pt. Wolność w chmurze i inne eseje, wydany przez Fundację Nowoczesna Polska.
Na przełomie września i października 2013 roku odwiedził Polskę na zaproszenie Fundacji Nowoczesna Polska. Był gościem specjalnym organizowanej przez Fundację konferencji Copy Camp.